# Divisão N.º 21 (Manitoba)
A Divisão N.º 21, também conhecida como Flin Flon-Northwest, é uma das vinte e três divisões do censo da província de Manitoba no Canadá. A divisão inclui a parte mais ao norte do Lago Winnipeg como parte de sua área ao sul. A região tinha uma população de 38.421 habitantes de acordo com o censo canadense de 2006.